# Henri-Louis Dupray

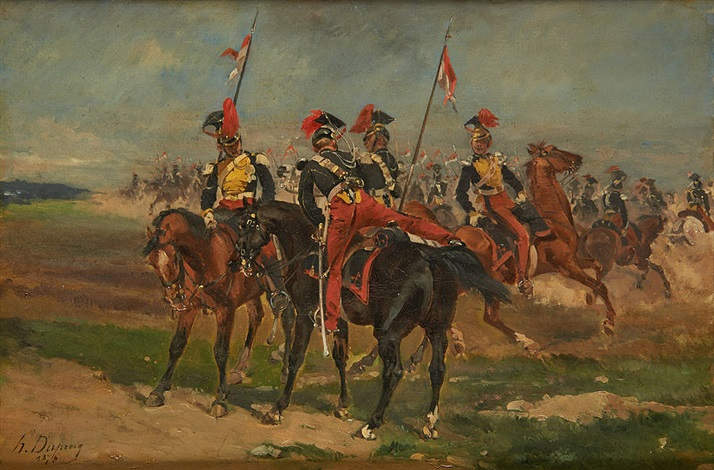
Henri-Louis Dupray: Scène de Cavalerie

Henri-Louis Dupray, auch Henri Dupray (* 3. November 1841 in Sedan; † 1909 in Paris) war ein französischer Maler, der besonders für seine militärischen Darstellungen bekannt ist.

## Leben
Henri Louis Dupray hatte zunächst eine berufliche Laufbahn beim Militär angestrebt, musste diese jedoch 1859 nach einem Reitunfall vorzeitig beenden. Über das Technische Zeichnen entwickelte sich sein Interesse zur Kunst und er begann Unterricht bei den Malern Léon Cogniet und Isidore Pils zu nehmen. Bereits zu Beginn seiner künstlerischen Karriere spezialisierte sich Dupray auf die detailgetreue Darstellung von militärischen Sujets, nur vereinzelt widmete er sich der Porträtmalerei. Ab 1863 stellte er regelmäßig im Salon de Paris aus und 1865 wurde er Mitglied der Künstlervereinigung der Société des Aquafortistes. Der Maler Édouard Manet gehörte zu seinem Freundeskreis.
In Duprays Werk überwogen zunächst Szenen der Französischen Revolution und Motive aus den Kriegen während der Regierungszeit von Napoleon Bonaparte, nach 1870 kamen verstärkt Motive aus dem Deutsch-Französischen Krieg hinzu. 1878 erhielt er die Ernennung zum Ritter der Ehrenlegion.
Neben Ölbildern schuf Dupray verschiedene Radierungen (Ecole de tambours, La Patrouille, Brigadier, vous avez raison). Darüber hinaus erschienen seine Zeichnungen wiederholt in der Zeitschrift Le Courrier français und mehrfach arbeitete er als Buchillustrator für verschiedene Autoren wie Alfred de Vigny, Henri Dupont-Delporte oder Victor Hugo. Anfang der 1880er Jahre beteiligte sich Dupray an der Ausführung des Schlachten-Panoramas Siège de Lyon des Malers Gustave Mardoché Neymarck. Beim großen Geschichtspanorama Histoire du Siècle der Maler Henri Gervex und Alfred Stevens von 1888–1889 fertigte Dupray den Napoleon-Abschnitt.

## Werke in Museen
- Visite aux avant-postes pendant le siège de Paris, 1870, Musée de Grenoble, Grenoble
- Le défilé militaire, Musée Baron Gérard, Bayeux
- Place d'armes sous la Restauration, Musée de l’Armée, Paris
- Halte de chasseurs et dragons, Musée de l’Armée, Paris
- Charge de dragons, Musée de l’Armée, Paris
- Les fusiliers marins à l'attaque du Bourget, le 21 déc. 1870, Musée Carnavalet, Paris
- Artilleurs, Musée Hèbre de Saint-Clément, Rochefort
- Charge de cuirassiers, Musée Municipal de Sedan, Sedan